# Eurytoma sulcata
Eurytoma sulcata är en stekelart som beskrevs av Jean-Jacques Kieffer 1905. Eurytoma sulcata ingår i släktet Eurytoma och familjen kragglanssteklar. Inga underarter finns listade i Catalogue of Life.